# 吕凡普
吕凡普（1992年12月5日—），湖北洪湖人，中国男子赛艇运动员。他曾代表中国参加世界赛艇锦标赛，获得一枚金牌。他也曾在2018年亚洲运动会上获得一枚金牌。